# Lijst van afleveringen van 'Allo 'Allo!
Dit is een lijst met afleveringen van de Engelse televisieserie 'Allo 'Allo!. De serie telt 9 seizoenen. Een overzicht van alle afleveringen is hieronder te vinden.

## Seizoen 1
De eerste reeks werd in 1984 uitgezonden. De pilot was al een kleine twee jaar eerder op televisie verschenen, maar wordt vaak wel tot dit seizoen gerekend. Monsieur Alfonse en de generaal kwamen in dit seizoen al wel voor, maar nog enkel als gastrollen.
| Nr. serie | Nr. seizoen | Titel van aflevering      | Opmerkingen                                                              | Uitzenddatum      |  |
| --- | ----------- | ------------------------- | ------------------------------------------------------------------------ | ----------------- |  |
| 1 | 1           | The British are Coming    | Het schilderij heet hier nog The Reclining Madonna with the Big Boobies. | 30 december 1982  |  |
| Cafébaas René Artois wordt door het verzet gedwongen om twee Britse piloten in zijn café te verbergen. Tegelijkertijd willen kolonel Kurt Von Strohm en kapitein Hans Geering het schilderij van De Gevallen Madonna bij hem verbergen omdat Gestapo-agent Otto Flick naar Nouvion gestuurd is om het te zoeken. |             |                           |                                                                          |                   |  |
| 2 | 2           | The British 'ave Come     | Enige aflevering (na de pilot) zonder terugblikkende inleiding van René. | 14 september 1984 |  |
| Omdat Hitler het schilderij van De Gevallen Madonna wil hebben, probeert René het te laten vervalsen. Het Verzet heeft de uniformen van de kolonel en de kapitein nodig om de piloten te vermommen. |             |                           |                                                                          |                   |  |
| 3 | 3           | Pigeon Post               |                                                                          | 21 september 1984 |  |
| De Britse piloten worden door het Communistische Verzet aangezien voor Duitse officieren. De door het verzet "geleende" uniformen van de kolonel en de kapitein worden per ongeluk verbrand zodat er in Londen nieuwe moeten worden gemaakt.                                                                     |             |                           |                                                                          |                   |  |
| 4 | 4           | Savile Row to the Rescue  |                                                                          | 28 september 1984 |  |
| Von Strohm en Hans helpen stiekem het verzet in ruil voor nieuwe uniformen. |             |                           |                                                                          |                   |  |
| 5 | 5           | The Execution             | Eerste aflevering met generaal Von Klinkerhoffen                         | 5 oktober 1984    |  |
| René wordt gearresteerd bij het opblazen van de spoorbaan en dreigt geëxecuteerd te worden. Het is Gruber die René moet doodschieten. |             |                           |                                                                          |                   |  |
| 6 | 6           | The Funeral               | Eerste aflevering met monsieur Alphonse.                                 | 12 oktober 1984   |  |
| René is officieel dood verklaard en geeft zich uit voor zijn tweelingbroer. Een valse begrafenis moet worden voorbereid. Herr Flick wil via de begrafenis ontdekken wie er in het verzet zit. |             |                           |                                                                          |                   |  |
| 7 | 7           | Reds Nick's Colonel       |                                                                          | 19 oktober 1984   |  |
| Het Communistische Verzet ontvoert Von Strohm en Hans tijdens het verjaardagsfeestje van de kolonel. Ze dwingen René om de kolonel en de kapitein te vermoorden. Ondertussen worden de echte versie en de kopie van De gevallen Madonna per ongeluk verwisseld.                                                  |             |                           |                                                                          |                   |  |
| 8 | 8           | The Dance of Hitler Youth |                                                                          | 26 oktober 1984   |  |
| Terwijl het Verzet probeert om de piloten te helpen ontsnappen en het echte schilderij in handen te krijgen, hebben de Duitsers een feest in het café om Herr Flick af te leiden. |             |                           |                                                                          |                   |  |

## Seizoen 2
In de derde aflevering werd agent Crabtree geïntroduceerd. In de laatste twee afleveringen kwam Von Smallhausen voor het eerst voor, hier nog als gastrol. De verhaallijn werd hier eigenlijk afgesloten, maar korte tijd later bestelde de BBC een kerstspecial en werd de serie dus voortgezet.
| Nr. serie | Nr. seizoen | Titel van aflevering                            | Opmerkingen                                                                                                 | Uitzenddatum     |  |
| --- | ----------- | ----------------------------------------------- | --- | ---------------- |  |
| 9 | 1           | Six Big Boobies                                 | | 21 oktober 1985  |  |
| Herr Flick zit met drie schilderijen en weet niet welke het echte is. Daarom moet Gruber hem hierbij helpen. |             |                                                 | |                  |  |
| 10 | 2           | The Wooing of Widow Artois                      | | 28 oktober 1985  |  |
| Nu Edith officieel weduwe is, dingen veel mannen naar haar hand (en haar café). René probeert haar weer voor zich te winnen. Herr Flick heeft het echte schilderij en de twee vervalsingen in aparte worsten verstopt. Een van die vervalsingen stuurt hij bewust op naar Berlijn en hij duidt de kolonel aan voor de verzending. Zo hoopt Herr Flick dat de kolonel, en niet hijzelf, verdacht wordt van een verwisseling. |             |                                                 | |                  |  |
| 11 | 3           | The Poloceman Cometh                            | Eerste aflevering met Crabtree.                                                                             | 4 november 1985  |  |
| Geheim agent Crabtree landt in Frankrijk met een nieuw ontsnappingsplan. De kolonel heeft een lege worst naar Berlijn laten sturen, dus moet de trein opgeblazen worden. |             |                                                 | |                  |  |
| 12 | 4           | Swiftly and with Style                          | | 11 november 1985 |  |
| De piloten worden teruggevonden. Monsieur Alphonse wordt door René beledigd en daagt hem uit voor een duel. |             |                                                 | |                  |  |
| 13 | 5           | The Duel                                        | Eerste aflevering met Von Smallhausen.                                                                      | 18 november 1985 |  |
| De kolonel biedt aan om monsieur Alphonse "per ongeluk" te vermoorden om René van het duel te redden. Herr Flick ontdekt dat de vernietigde worst geen schilderij bevatte. |             |                                                 | |                  |  |
| 14 | 6           | Herr Flick's Revenge                            | Het leek erop dat dit de laatste aflevering zou zijn vandaar dat de verhaallijn afgesloten lijkt te worden. | 25 november 1985 |  |
| Herr Flick arresteert René, Hans en de kolonel om ze vervolgens te martelen. Ondertussen gaat Crabtrees ontsnappingsplan voor de piloten in werking. |             |                                                 | |                  |  |
| 15 | 7           | The Gateau from the Chateau (Christmas special) | | 26 december 1985 |  |
| Generaal Von Klinkerhoffen neemt de controle over het district over. De Duitse officieren, de Gestapo en het Gaullistisch Verzet bereiden alle drie aparte moordaanslagen voor om van hem af te komen. |             |                                                 | |                  |  |

## Seizoen 3
In de derde reeks werd Von Smallhausen een vast personage. Ook de rol van generaal Von Klinkerhoffen en Monsieur Alphonse werden uitgebreid.
| Nr. serie | Nr. seizoen | Titel van aflevering        | Opmerkingen                              | Uitzenddatum     |  |
| --- | ----------- | --------------------------- | ---------------------------------------- | ---------------- |  |
| 16 | 1           | The Nicked Knockwurst       |                                          | 5 december 1986  |  |
| Het Communistische Verzet heeft de worst gestolen waarin het echte schilderij van De Gevallen Madonna verstopt zit. De Gestapo, de officieren en het Verzet zetten er alle drie hun zinnen op.                                     |             |                             |                                          |                  |  |
| 17 | 2           | Gruber Does Some Mincing    |                                          | 12 december 1986 |  |
| De hond van Gruber heeft de kostbare worst gepikt, maar Herr Flick ontdekt dat er een vervalsing in zat. De luitenant moet daarom met zijn tankje door het café van René rijden.                                                   |             |                             |                                          |                  |  |
| 18 | 3           | The Sausage in the Wardrobe |                                          | 19 december 1986 |  |
| De worst met het echte schilderij belandt in de kast van de generaal, die Maria gevangenhoudt, dus moet er ingebroken worden in het kasteel. Zowel het Verzet, de officieren als de Gestapo breken in met een afleidingsmanoeuvre. |             |                             |                                          |                  |  |
| 19 | 4           | Flight of Fancy             | Extra lange aflevering van drie kwartier | 26 december 1986 |  |
| In een nieuw plan worden de Britse piloten weggevlogen met een antiek vliegtuig. Herr Flick dwingt de kolonel om een oogje in het zeil te houden.                                                                                  |             |                             |                                          |                  |  |
| 20 | 5           | Pretty Maids All in a Row   |                                          | 2 januari 1987   |  |
| De piloten worden vermomd als serveersters. Vervolgens wordt er een plan bedacht om hen op theatrale wijze weg te krijgen, onder het oog van de Duitsers.                                                                          |             |                             |                                          |                  |  |
| 21 | 6           | The Great Un-Escape         | Laatste aflevering met Maria.            | 9 januari 1987   |  |
| Het Verzet graaft een tunnel naar een Duits krijgsgevangenkamp om aldaar de piloten te verbergen. De Duitsers krijgen er echter lucht van.                                                                                         |             |                             |                                          |                  |  |

## Seizoen 4
Voor de vierde serie keerde Francesca Gonshaw niet meer terug. Ook Sam Kelly vertrok in het begin. In de derde aflevering worden zowel Mimi als kapitein Bertorelli geïntroduceerd. Gruber nam in deze reeks langzaam de functie van Hans als rechterhand van de kolonel over.
| Nr. serie | Nr. seizoen | Titel van aflevering            | Opmerkingen | Uitzenddatum     |  |
| --- | ----------- | ------------------------------- | --- | ---------------- |  |
| 22 | 1           | Prisoners of War                | Laatste reguliere aflevering met kapitein Hans.                                                                      | 7 november 1987  |  |
| De Verzetsleden en de Duitse officieren zitten vast in het kamp. Zowel de overige Verzetsleden als Gruber en Helga proberen iets te bedenken om hen te bevrijden, terwijl de Gestapo de ingestorte tunnel ontdekt en de gevangenen zelf ook een plan maken. |             |                                 | |                  |  |
| 23 | 2           | Camp Dance                      | Hans is enkel nog op het einde te horen over de radio. Deze aflevering begint niet met de tune, maar met dansmuziek. | 14 november 1987 |  |
| De groep slaagt erin om te ontsnappen, maar neemt per ongeluk de twee piloten mee. Hans is verdwenen. |             |                                 | |                  |  |
| 24 | 3           | Good Staff Are Hard to Find     | Eerste aflevering met Mimi en kapitein Bertorelli.                                                                   | 21 november 1987 |  |
| René zoekt een vervangster voor Maria. Michelle zorgt ervoor dat hij Mimi Labonq aanneemt, die ook als bodyguard kan dienen. De kolonel moet in de aanloop naar een aanval op Engeland samenwerken met de Italiaan Bertorelli.                              |             |                                 | |                  |  |
| 25 | 4           | The Flying Nun                  | | 28 november 1987 |  |
| Herr Flick ontdekt de golflengte van de radiozender zodat het Verzet op een andere manier met Londen moet overleggen. Omdat Flick meent dat de kolonel en de generaal samenzweren tegen Hitler neemt hij Helga's functie over.                              |             |                                 | |                  |  |
| 26 | 5           | The Sausage in the Trousers     | | 5 december 1987  |  |
| Niet alleen het schilderij en de vervalsingen zijn verstopt in worsten: er worden nu ook batterijen en dynamiet in worsten afgeleverd wat tot de nodige verwarring leidt. Herr Flick wordt ontmaskerd en opgesloten.                                        |             |                                 | |                  |  |
| 27 | 6           | The Jet-Propelled Mother-In-Law | | 12 december 1987 |  |
| Het Verzet is op zoek naar een door de RAF gedropte camera in de wijngaard van monsieur Alphonse. Dan komt de generaal wijn proeven. Von Smallhausen probeert iets te bedenken om Herr Flick vrij te krijgen.                                               |             |                                 | |                  |  |

## Seizoen 5
De vijfde serie bestaat uit maar liefst 26 afleveringen met het oog op de Amerikaanse markt. Vanwege het grote aantal afleveringen werden twee hiervan niet door David Croft en Jeremy Lloyd geschreven. De belangrijkste introducties waren die van Denise en Louise, Renés moorddadige minnaressen uit het Communistische Verzet, evenals een grote groep Duitse generaals.
| Nr. serie | Nr. seizoen | Titel van aflevering                  | Opmerkingen | Uitzenddatum      |  |
| --- | ----------- | ------------------------------------- | --- | ----------------- |  |
| 28 | 1           | Desperate Doings in the Dungeon       | | 3 september 1988  |  |
| Herr Flick zit vanwege het bespioneren van de generaal nog steeds gevangen, maar Von Smallhausen verzint een list zodat René Flicks plaats kan innemen. |             |                                       | |                   |  |
| 29 | 2           | The Camera in the Potato              | | 10 september 1988 |  |
| René moet proberen om 's nachts in het kasteel binnen te dringen en een foto te nemen van de kluis waarin de generaal zijn invasieplannen bewaart. Hij komt echter in Grubers kamer terecht. |             |                                       | |                   |  |
| 30 | 3           | Dinner with the General               | | 17 september 1988 |  |
| De generaal nodigt Helga uit op het diner wat een doorn is in het oog van Herr Flick. Het Verzet probeert vermomd als brandweermannen de plannen te bemachtigen. |             |                                       | |                   |  |
| 31 | 4           | The Dreaded Circular Saw              | | 24 september 1988 |  |
| René en Leclerc ontsnappen vermomd als Duitsers, maar worden gevangengenomen door het Communistische Verzet. Edith wil een reddingsactie wagen. |             |                                       | |                   |  |
| 32 | 5           | Otherwise Engaged                     | | 1 oktober 1988    |  |
| Denise Laroque, leidster van het Communistische Verzet, blijkt een jeugdliefde van René, maar ook buitengewoon jaloers. De piloten hebben genoeg van hun schrale leefomstandigheden en willen zich overgeven. |             |                                       | |                   |  |
| 33 | 6           | A Marriage of Inconvenience           | | 8 oktober 1988    |  |
| Denise dwingt René tot een huwelijk. Edith tracht dit te voorkomen terwijl de serveersters en Crabtree een ander sabotageplan maken. |             |                                       | |                   |  |
| 34 | 7           | No Hiding Place                       | | 15 oktober 1988   |  |
| Nu het huwelijk mislukt is, dreigen de communisten wraak te nemen. Niemand wil René echter verbergen, maar hij wordt wel door de Duitsers geschaduwd. |             |                                       | |                   |  |
| 35 | 8           | The Arrival of the Long-Distance Duck | | 22 oktober 1988   |  |
| De RAF stuurt een speciale langeafstandseend die de microfilm met de invasieplannen naar Londen kan brengen. René doet de catering voor de generaals en zal dan dus de foto's van de geheime plannen kunnen nemen. |             |                                       | |                   |  |
| 36 | 9           | Watch the Birdie                      | Eerste aflevering met generaal Von Flockenstoffen.                                                                                             | 29 oktober 1988   |  |
| De invasieplannen zijn nog steeds niet gefotografeerd en de eend is ontsnapt. René moet de foto's maken op de bijeenkomst van de Duitse generaals. De Gestapo denkt nog steeds dat de generaals Hitler willen vermoorden. |             |                                       | |                   |  |
| 37 | 10          | René Under an Assumed Nose            | | 5 november 1988   |  |
| Na de moordpoging wil de generaal René laten executeren. Hij wordt door Herr Flick overtuigd dat niet René, maar wel de aanwezige Franse generaal achter het moordcomplot zit. René heeft zich echter als die Franse generaal vermomd. |             |                                       | |                   |  |
| 38 | 11          | The Confusion of the Generals         | | 12 november 1988  |  |
| De generaals besluiten in vermomming weer samen te komen in Café René. Tegelijkertijd wordt er een groep Britse piloten ondergebracht in dezelfde vermomming. |             |                                       | |                   |  |
| 39 | 12          | Who's for the Vatican?                | | 19 november 1988  |  |
| De kolonel wil naar Vaticaanstad vluchten, maar moet eerst het schilderij verkopen. Dit leidt tot een confrontatie met de communisten die de echte schilderijen nog steeds hebben. René komt dit vroegtijdig te weten en tracht de echte schilderijen te vervangen door vervalsingen.                                                         |             |                                       | |                   |  |
| 40 | 13          | Ribbing the Bonk                      | | 26 november 1988  |  |
| De kolonel, een als Duitser verklede Mimi en enkele andere Duitsers werden gevangengenomen en opgesloten in de bank. Om het losgeld voor de kolonel en Mimi te betalen, besluiten René en co die bank te beroven. Door die roof kunnen ze de kolonel en Mimi ook meteen bevrijden en het gestolen geld voor zich houden.                      |             |                                       | |                   |  |
| 41 | 14          | The Reluctant Millionairs             | | 3 december 1988   |  |
| Het in de bank gestolen geld blijkt van de Gestapo te zijn en moet dus terug naar de bank. De communisten Denise en Louise verbergen zich in Renés huis. |             |                                       | |                   |  |
| 42 | 15          | A Duck for Launch                     | | 10 december 1988  |  |
| Nu de microfilm eindelijk naar Engeland kan, wil de eend plotseling niet meewerken. Herr Flick en Von Smallhausen gaan op zoek naar het gestolen valse geld en betrappen Monsieur Alphonse ermee. Ondertussen verdelen de officieren het geld.                                                                                                |             |                                       | |                   |  |
| 43 | 16          | The Exploding Bedpan                  | | 17 december 1988  |  |
| Monsieur Alphonse is door de Gestapo gearresteerd nadat hij in het bezit bleek van gestolen vals geld. Hij krijgt echter een hartaanval en moet naar het ziekenhuis. Het Verzet wil hem redden terwijl de kolonel hem met een bom tot zwijgen wil brengen.                                                                                    |             |                                       | |                   |  |
| 44 | 17          | Going Like a Bomb                     | | 24 december 1988  |  |
| Het Verzet wil de piloten in lege landmijnen verbergen en zo terugsturen naar Engeland. De Gestapo zoekt naar de mijnen terwijl de kolonel van het valse geld af wil. |             |                                       | |                   |  |
| 45 | 18          | Money to Burn                         | | 31 december 1988  |  |
| Herr Flick stelt een ultimatum: indien het gestolen geld er binnen 24 uur niet is, komt Leclerc als represaille voor het vuurpeloton. Madame Fanny heeft dat gestolen geld echter verbrand. |             |                                       | |                   |  |
| 46 | 19          | Puddings Can Go Off                   | | 7 januari 1989    |  |
| De explosieven van de landmijnen zijn als kleinere bommen verstopt in kerstplumpuddingen. De Gestapo wil de bergplaats vanuit de kerktoren ontdekken. |             |                                       | |                   |  |
| 47 | 20          | Land Mines for London                 | | 14 januari 1989   |  |
| Herr Flick en Von Smallhausen ontdekken de lege landmijnen waar echter al geen piloten meer in zitten. |             |                                       | |                   |  |
| 48 | 21          | Flight to Geneva                      | | 21 januari 1989   |  |
| René heeft er genoeg van en probeert met Yvette ervandoor te gaan op de Geneva Express. De kolonel moet het schilderij aan de generaal geven, die dit stiekem voor goud aan een kunsthandelaar verkoopt. Zowel Herr Flick als de officieren willen het schilderij weer terughalen, terwijl René een deel van het goud van de generaal steelt. |             |                                       | |                   |  |
| 49 | 22          | Train of Events                       | | 28 januari 1989   |  |
| René is met Edith op de trein beland, waar de kolonel en Gruber ook op zitten om het schilderij om te wisselen, evenals de Gestapo. Zowel Yvette als Mimi hebben René gevolgd en Leclerc zit ook op de trein. |             |                                       | |                   |  |
| 50 | 23          | An Enigma Variation                   | | 4 februari 1989   |  |
| De verzetsleden doen zich voor als een muzikaal kwartet om de schilderijen en een codemachine te stelen op het kasteel, waar de generaals samenkomen. Herr Flick denkt nog steeds dat die een aanslag op Hitler voorbereiden. |             |                                       | |                   |  |
| 51 | 24          | Wedding Bloss                         | Aflevering geschreven door gastschrijvers John Chapman en Ian Davidson.                                                                        | 11 februari 1989  |  |
| Edith en René gaan opnieuw trouwen, maar monsieur Alphonse is hier niet bepaald blij mee. En uitgerekend hij is de locoburgemeester. De generaal heeft de goudroof ontdekt en Herr Flick verdenkt René. |             |                                       | |                   |  |
| 52 | 25          | Down the Drain                        | Aflevering geschreven door gastschrijvers Ronald Wolfe en Ronald Chesney. Tevens de enige aflevering zonder de personages Helga en Herr Flick. | 18 februari 1989  |  |
| Om de codemachine naar Engeland te krijgen, probeert het Verzet ervoor te zorgen dat iedereen tegelijk zijn toilet doortrekt. |             |                                       | |                   |  |
| 53 | 26          | All in Disgeese                       | Laatste aflevering met Roger Leclerc, aangezien acteur Jack Haig enkele maanden later overleed.                                                | 25 februari 1989  |  |
| De generaal zet alles op alles om de codemachine terug te krijgen. Iedereen is bang om de klos te worden, dus vermomt men zich. |             |                                       | |                   |  |

## Seizoen 6
Tussen de vijfde en zesde reeks overleed Jack Haig, dus werd Roger Leclerc vervangen door zijn broer Ernest, gespeeld door Derek Royle. Leclerc had een cruciale rol vanwege zijn huwelijk met Madame Fanny.
| Nr. serie | Nr. seizoen | Titel van aflevering              | Opmerkingen | Uitzenddatum      |  |
| --- | ----------- | --------------------------------- | --- | ----------------- |  |
| 54 | 1           | Desperate Doings in the Graveyard | Eerste aflevering met Ernest Leclerc. | 2 september 1989  |  |
| Op de plaatselijke begraafplaats heeft het Verzet onder het valse graf van René een zendinstallatie gebouwd. Wanneer Gruber er een bos bloemen komt neerleggen, omdat hij René moest executeren, zijn René en co in dat graf. De antenne komt in werking, schuift uit en neemt René mee de hoogte in. Daardoor denkt Gruber de geest van de overleden René te zien. |             |                                   | |                   |  |
| 55 | 2           | The Gestapo for the High Jump     | | 9 september 1989  |  |
| Vermomd als Britse piloten proberen de Gestapo en de Italianen de schuilplaats van het Verzet te ontdekken. Deze laatste komt er voortijdig achter en bereidt een verrassing voor. |             |                                   | |                   |  |
| 56 | 3           | The Nouvion Oars                  | | 16 september 1989 |  |
| De piloten moeten naar een verborgen onderzeeër worden gesmokkeld. De generaal wil dat Helga Herr Flick aan het lijntje houdt om hem in de gaten te houden. De officieren gaan op zoek naar de onderzeeër. |             |                                   | |                   |  |
| 57 | 4           | The Nicked Airmen                 | | 23 september 1989 |  |
| De piloten zijn door de Duitsers gearresteerd. Gruber vertelt dit door aan René omdat de piloten gevoelige informatie aan het licht zouden kunnen brengen. Het Verzet probeert 's nachts binnen te dringen om de piloten te bevrijden. De Gestapo vermomt zich als hoge officieren om zelf de piloten te kunnen verhoren.                                           |             |                                   | |                   |  |
| 58 | 5           | The Airmen De-Nicked              | | 30 september 1989 |  |
| Het Verzet probeert nogmaals de piloten te bevrijden, ditmaal vermomd als officieren van de inlichtingendienst. De kolonel wil niet dat zijn eigen geheimen aan het licht komen, dus moet Helga Bertorelli afleiden zodat het Verzet zijn gang kan gaan. |             |                                   | |                   |  |
| 59 | 6           | The Crooked Fences                | | 7 oktober 1989    |  |
| De Duitsers besluiten elk apart het schilderij aan een heler te verkopen in ruil voor goud. René probeert zijn goud aan de kolonel te geven voor het schilderij, dat hij dan weer aan Herr Flick kan "teruggeven". |             |                                   | |                   |  |
| 60 | 7           | Crabtree's Podgeon Pist           | | 14 oktober 1989   |  |
| Om de piloten te laten ontsnappen in een luchtballon, wordt het huwelijk van Leclerc en madame Fanny vooruitgeschoven. De generaal eist de piloten terug en dreigt Nouvion op te blazen. |             |                                   | |                   |  |
| 61 | 8           | Rising to the Occasion            | Laatste aflevering met Derek Royle, die in 1990 plots overleed, als Ernest Leclerc. Tevens de laatste met Gavin Richards als Bertorelli. | 21 oktober 1989   |  |
| De Duitsers menen dat generaal Von Klinkerhoffen overspannen is geworden en laten hem door generaal Von Flockenstuffen opsluiten. De plannen met de heliumballon lopen verkeerd. |             |                                   | |                   |  |

## Seizoen 7
Tussen de zesde en zevende reeks zat een pauze van 15 maanden, aangezien hoofdrolspeler Gorden Kaye een ernstig auto-ongeluk had gekregen, wat hem een coma en geheugenverlies opleverde. In de tussentijd vertrok David Croft. Gavin Richards keerde ook niet terug als Bertorelli, waarop Roger Kitter de rol overnam. Derek Royle was inmiddels overleden, waarop de jongere Robin Parkinson de rol van Ernest Leclerc overnam.
| Nr. serie | Nr. seizoen | Titel van aflevering          | Opmerkingen                                                                              | Uitzenddatum     |  |
| --- | ----------- | ----------------------------- | ---------------------------------------------------------------------------------------- | ---------------- |  |
| 62 | 1           | A Quiet Honeymoon             | Eerste aflevering met Robin Parkinson als Ernest Leclerc en Roger Kitter als Bertorelli. | 5 januari 1991   |  |
| Von Flockenstoffen neemt het bevel over, maar valt niet in de smaak bij zijn officieren. Fanny en Leclerc belanden in een politiecel. |             |                               |                                                                                          |                  |  |
| 63 | 2           | An Almighty Bang              | Laatste aflevering met Von Flockenstoffen.                                               | 12 januari 1991  |  |
| Von Flockenstoffens gedrag gaat alle perken te buiten. De Duitsers helpen Von Klinkerhoffen om uit het gesticht weg te komen. |             |                               |                                                                                          |                  |  |
| 64 | 3           | Fleeing Monks                 |                                                                                          | 26 januari 1991  |  |
| Na het opblazen van Von Flockenstoffen wil men René als collaborateur decoreren. Hij besluit er stiekem met Yvette vandoor te gaan naar Engeland, in de plaats van de piloten. De Gestapo krijgt er lucht van en wil het klooster infiltreren.                 |             |                               |                                                                                          |                  |  |
| 65 | 4           | Up the Crick Without a Piddle | Eenmalige terugkeer van Sam Kelly als Hans Geering.                                      | 2 februari 1991  |  |
| René is met Edith in Londen beland. Hij ontmoet er Hans Geering die nu als tolk voor de geheime dienst werkt. Madame Fanny regeert in het café met ijzeren vuist.                                                                                              |             |                               |                                                                                          |                  |  |
| 66 | 5           | The Gestapo Ruins a Picnic    |                                                                                          | 9 februari 1991  |  |
| Het Verzet zaagt telegraafpalen om voor een vlot. De generaal laat een propagandablad maken als reactie op een illegaal verzetsblaadje. Herr Flick wil naar Berlijn bellen voor een hoger budget.                                                              |             |                               |                                                                                          |                  |  |
| 67 | 6           | The Spirit of Nouvion         |                                                                                          | 16 februari 1991 |  |
| Er wordt een schoonheidswedstrijd gehouden. De winnaar verschijnt als centerfold in het propagandablad van de generaal. Het Verzet wil het schilderij uit de kluis van Herr Flick stelen, maar de officieren hebben hetzelfde plan.                            |             |                               |                                                                                          |                  |  |
| 68 | 7           | Leg It to Spain!              |                                                                                          | 23 februari 1991 |  |
| Het Verzet verbergt de piloten in wijnvaten. Die vaten worden door de generaal geconfisqueerd. De kolonel eist het schilderij van René terug. Herr Flick probeert zijn relatie met Helga te verbeteren, maar zij maakt hem met Bertorelli jaloers.             |             |                               |                                                                                          |                  |  |
| 69 | 8           | Prior Engagements             |                                                                                          | 2 maart 1991     |  |
| De generaal wil dat Bertorelli en Edith trouwen omdat een gemengd huwelijk goed in zijn propagandablad zal staan. Het Verzet maakt hier gebruik van om de piloten uit de kelder te redden. Herr Flick heeft weer een plan bedacht om het schilderij te stelen. |             |                               |                                                                                          |                  |  |
| 70 | 9           | Soup and Sausage              |                                                                                          | 9 maart 1991     |  |
| Om de piloten uit de riolen te krijgen, haalt René een oude ijscokar tevoorschijn. Deze blijkt niet geheel goed meer te werken. Helga gaat op cursus en wordt vervangen door de kenau Elsa Bigstern.                                                           |             |                               |                                                                                          |                  |  |
| 71 | 10          | René of the Gypsies           | Laatste aflevering met de Britse piloten en kapitein Bertorelli.                         | 16 maart 1991    |  |
| Om de aandacht van de Duitsers af te leiden, organiseert het Verzet een zigeunerkermis. Herr Flick laat een vervalsing van de Gevallen Madonna in het kantoor van de kolonel neerleggen, zodat de kolonel gearresteerd zal worden.                             |             |                               |                                                                                          |                  |  |

## Seizoen 8
Voor de kerstspecial van 1991 werd besloten om de verhaallijn van de afgelopen serie niet voort te zetten. In plaats daarvan verplaatste de setting zich naar de laatste jaren van de oorlog. Hierop verdwenen Bertorelli en de Britse piloten. De jacht op De Gevallen Madonna met de Grote Bloemkolen werd nu het voornaamste onderwerp.
| Nr. serie | Nr. seizoen | Titel van aflevering | Opmerkingen                                                                       | Uitzenddatum     |  |
| --- | ----------- | -------------------- | --------------------------------------------------------------------------------- | ---------------- |  |
| 72 | 1           | A Bun in the Oven    | Het wordt nooit in beeld gebracht hoe de piloten uiteindelijk toch ontsnapt zijn. | 24 december 1991 |  |
| Twee jaar later. De oorlog gaat slecht voor Duitsland. Alle Duitsers, behalve de generaal, maken ontsnappingsplannen. Yvette blijkt zwanger en dwingt René hiermee tot trouw. Helga steelt het schilderij van de Gestapo voor de kolonel.                    |             |                      |                                                                                   |                  |  |
| 73 | 2           | Arousing Suspicions  |                                                                                   | 5 januari 1992   |  |
| Michelle komt met het plan om een propagandistische radiozender te beginnen. Gruber moet een foto van hem met het schilderij aan een Spaanse muzikant doorgeven, maar het Verzet heeft de dansgroep geïnfiltreerd.                                           |             |                      |                                                                                   |                  |  |
| 74 | 3           | A Woman Never Lies   |                                                                                   | 12 januari 1992  |  |
| Michelle chanteert de kolonel en Gruber met de foto, die hierop, vermomd als verzetsvrouwen, een geldtransport gaan beroven. Herr Flick wil hen betrappen.                                                                                                   |             |                      |                                                                                   |                  |  |
| 75 | 4           | Hitler's Last Heil   | David Janson speelt Hitlers stand-in. In seizoen 9 zou hij Herr Flick spelen.     | 19 januari 1992  |  |
| Hitler en Göring komen naar Nouvion, maar blijken slechts stand-ins. Het Verzet blaast hen echter op, dus moeten Gruber en de kolonel de rollen overnemen.                                                                                                   |             |                      |                                                                                   |                  |  |
| 76 | 5           | Awful Wedded Wife    |                                                                                   | 26 januari 1992  |  |
| De kolonel en Gruber worden door het Communistisch Verzet, dat niet op de hoogte is van hun vermommingen, ontvoerd. |             |                      |                                                                                   |                  |  |
| 77 | 6           | Firing Squashed      |                                                                                   | 2 februari 1992  |  |
| Het Gaullistisch Verzet gaat "Hitler" en "Göring" weghalen bij de communisten. Ondertussen dreigen Herr Flick en Von Smallhausen voor het vuurpeloton te komen.                                                                                              |             |                      |                                                                                   |                  |  |
| 78 | 7           | A Fistfull of Francs |                                                                                   | 9 februari 1992  |  |
| Het Verzet chanteert de kolonel nog steeds, maar Herr Flick krijgt per ongeluk de vis met het geld in handen. De generaal wil voor het vertrek van "Hitler" en "Göring" andere stand-ins gebruiken en kiest René en Edith.                                   |             |                      |                                                                                   |                  |  |
| 79 | 8           | Swan Song            | Laatste aflevering met Richard Gibson als Herr Flick.                             | 1 maart 1992     |  |
| Iedereen denkt dat Edith en René door een renegate Duitse generaal geëxecuteerd zijn, waarop madame Fanny en Leclerc ervandoor gaan naar Parijs. Michelle besluit het café voor het Verzet te exploiteren. De kolonel en Gruber willen naar Spanje vluchten. |             |                      |                                                                                   |                  |  |

## Seizoen 9
De negende en laatste reeks afleveringen verscheen nog hetzelfde jaar als de vorige. Hoewel dit de laatste reeks zou worden, weigerde Richard Gibson terug te komen als Herr Flick, dus onderging het personage plastische chirurgie zodat David Janson de rol kon spelen.
| Nr. serie | Nr. seizoen | Titel van aflevering      | Opmerkingen                                                    | Uitzenddatum     |  |
| --- | ----------- | ------------------------- | -------------------------------------------------------------- | ---------------- |  |
| 80 | 1           | Fighting With Windmills   |                                                                | 9 november 1992  |  |
| De kolonel en Gruber komen terug en zetten hun eigen ontvoering in scène, wat echter ernstig uit de hand loopt omdat de molen waar ze in zitten doelwit blijkt van schietoefeningen. |             |                           |                                                                |                  |  |
| 81 | 2           | Missing and Presumed Dead |                                                                | 16 november 1992 |  |
| René wordt dood gewaand, maar zit in werkelijkheid als liefdesslaaf gevangen bij het Communistische Verzet. Herr Flick doet zich voor als een Britse spion om Edith De Gevallen Madonna te ontfutselen. |             |                           |                                                                |                  |  |
| 82 | 3           | René Artois Is Still Dead |                                                                | 23 november 1992 |  |
| Renés terugkeer blijft geheim en er wordt een rouwprocessie in gang gezet. Daarna verbergt hij zich in het plaatselijke museum. |             |                           |                                                                |                  |  |
| 83 | 4           | The Fishmonger Float      |                                                                | 30 november 1992 |  |
| Om een microfilm naar Engeland te smokkelen, wordt er een praalwagen gemaakt die naar de zee zal rijden. Herr Flick en Von Smallhausen ontvoeren Mimi en Yvette om bij René in te breken. De generaal wil met behulp van Gruber en de kolonel Hitler vermoorden.                                                                      |             |                           |                                                                |                  |  |
| 84 | 5           | A Fishy Sendoff           |                                                                | 7 december 1992  |  |
| De plannen voor de praalwagen worden doorgezet, net als plannen voor een standbeeld van René voor na de oorlog. De generaal wil Hitler opblazen met een vervalst schilderij. De Gestapo denkt echter dat het schilderij echt is. |             |                           |                                                                |                  |  |
| 85 | 6           | A Wrinkle in Time         | Laatste aflevering. Eenmalige terugkeer van de Britse piloten. | 14 december 1992 |  |
| De geallieerden naderen Nouvion, de Duitsers willen vluchten en de Britse piloten moeten opnieuw verstopt worden. Jaren later komt het echtpaar Hubert en Helga Gruber met chauffeur Von Strohm terug naar Nouvion. Het schilderij wordt gevonden in Renés standbeeld, maar René en Yvette pikken het en rijden weg met Grubers auto. |             |                           |                                                                |                  |  |

## Specials
| Nr. serie | Nr. seizoen | Titel van aflevering       | Opmerkingen                                                                                            | Uitzenddatum     |  |
| --- | ----------- | -------------------------- | --- | ---------------- |  |
| 86 | 1           | The Best of 'Allo 'Allo!   | Ter gelegenheid van de tiende verjaardag van de serie. De special bestaat vooral uit archiefmateriaal. | 17 augustus 1994 |  |
| In de jaren na de oorlog halen René en Edith herinneringen op. |             |                            | |                  |  |
| 87 | 2           | The Return of 'Allo 'Allo! | Special ter gelegenheid van het 25-jarig bestaan.                                                      | 28 april 2007    |  |
| Jaren na de oorlog schrijft René zijn memoires. Zijn relatie met Yvette is nog onveranderd. Michelle overhandigt hem een legion d'honneur. Crabtree blijkt nog steeds in Frankrijk te wonen als echte politieman. Mimi is getrouwd met Leclerc, die rijk geworden is in Monaco. Gruber is hun chauffeur. De piloten zitten onder de bar verstopt en lijken niet te weten dat de oorlog voorbij is. |             |                            | |                  |  |